# Bernhard Platz
Bernhard Platz (* 24. März 1898 in Rosenberg i. Westpr.; † 1983 in Friedrichshafen) war ein deutscher Verwaltungsjurist und Ministerialbeamter.

## Leben
Platz besuchte das Gymnasium in Hohensalza. Nach dem Abitur trat er 1916 als Fahnenjunker in die Preußische Armee. Nach dem Ende des Ersten Weltkriegs studierte er an der Albertus-Universität Königsberg Rechts- und Staatswissenschaften. 1919 wurde er im Corps Littuania aktiv. 1923 wurde er in Königsberg zum Dr. iur. promoviert.
1927 trat er als Regierungsassessor in die Verwaltung der Deutschen Reichsbahn (1920–1945). Nach mehreren Jahren bei der Reichsbahndirektion Königsberg und der Reichsbahndirektion Trier wurde er 1931 an die Hauptverwaltung der Reichsbahn in Berlin berufen. Er bearbeitete vor allem Tariffragen und wirkte bei Staatsverträgen (insbesondere mit den östlichen Ländern) und bei Fragen des internationalen Eisenbahnverkehrsverbandes mit.
Im Auftrag des Reichsverkehrsministers richtete er 1935 in Bremen das Tarifdezernat der Reichsbahndirektion Hannover ein. Im Jahr darauf wurde er als Oberreichsbahnrat an die Reichsbahndirektion Hamburg versetzt. Dort war er unter anderem mit der Geschäftsführung der deutschen Seehafentarife der Reichsbahn betraut. Als Nachfolger von Eduard Grunow wurde er im Juni 1942 „vom Führer“ zum Präsidenten der Behörde für Verkehr beim Bremer Senat ernannt. Die Reichsbahn hatte den Fachmann für Güterverkehr nur sehr ungern freigegeben.
Nach der Besetzung Bremens im April 1945 leitete Platz die Behörde allein. Erst Mitte Juni wurde ein neuer Senat eingesetzt. Er wurde am 28. September 1945 auf Befehl der britischen Militärregierung aus dem Amt entlassen und 1946 wieder eingesetzt.
Als Senatsdirektor beim Senator für Häfen, Schifffahrt und Verkehr förderte er in der Nachkriegszeit den Wiederaufbau der Häfen und den Ausbau des Verkehrsnetzes. Im Sommer 1953 war er maßgeblich am sog. Unterweserabkommen zwischen Bremen und Niedersachsen beteiligt. Der Vertrag befriedete Bremens Verhältnis zu den anderen Seehäfen an der Unterweser.
Im Dezember 1961 pensioniert, nahm Platz bei der Behörde einen Beratervertrag in Verkehrsgeschäften an.